# Castilleja de Guzmán
Castilleja de Guzmán è un comune spagnolo di 1 870 abitanti situato nella comunità autonoma dell'Andalusia.

## Monumenti e luoghi d'interesse
- Cueva de la Pastora, dolmen risalente all'età del rame. [1]